# Яворівський район
Я́ворівський райо́н (Яворівщина) — район у Львівській області України, утворений 2020 року. Адміністративний центр — місто Яворів.

## Історія
Район створено відповідно до постанови Верховної Ради України № 807-IX від 17 липня 2020 року. До його складу увійшли: Яворівська, Мостиська, Новояворівська, Судововишнянська міські, Івано-Франківська селищна, Шегинівська сільська територіальні громади.
Раніше територія району входила до складу Яворівського (1940—2020), Мостиського районів, ліквідованих тією ж постановою.
На території району є Яворівський військовий полігон. Полігон займає площу 36 153 гектари, що становить 24 % від всієї території Яворівського району. До створення національного парку «Яворівський» він займав територію площею 42 тисячі га, або 27 % території району.

## Культура
Яворівська забавка – іграшки, що майструються переважно з осики (здавна вважається, що вона має властивість відганяти усе лихе) та прикрашаються традиційним яворівським розписом — «вербівкою». Всі малюнки, а це квіти і листочки, виконуються у вигляді вербових гілок.
Яворівський пиріг – традиційний пиріг з гречки та картоплі, який готують на Яворівщині. Регіональний страва Галичини. Входить у список нематеріальної культурної спадщини України.
Яворівська вишивка – на початку ХХ ст.. Яворівські вишиті сорочки відзначалися хрестиковою технікою вишивки,  а вже пізніше, приблизно десь у період Першої світової війни та після нього 20-30-ті роки, яскравою, характерною ознакою Яворівської вишивки була техніка гладі.
Яворівська різьба – техніка сучасного українського декоративно-прикладного мистецтва, один із найновіших різновидів художнього плоского різьблення, що виник у середині XX століття, у м. Яворові і був заснований Й. П. Станьком.

## Відомі люди
- Осип Маковей – український поет, прозаїк.

## Галерея

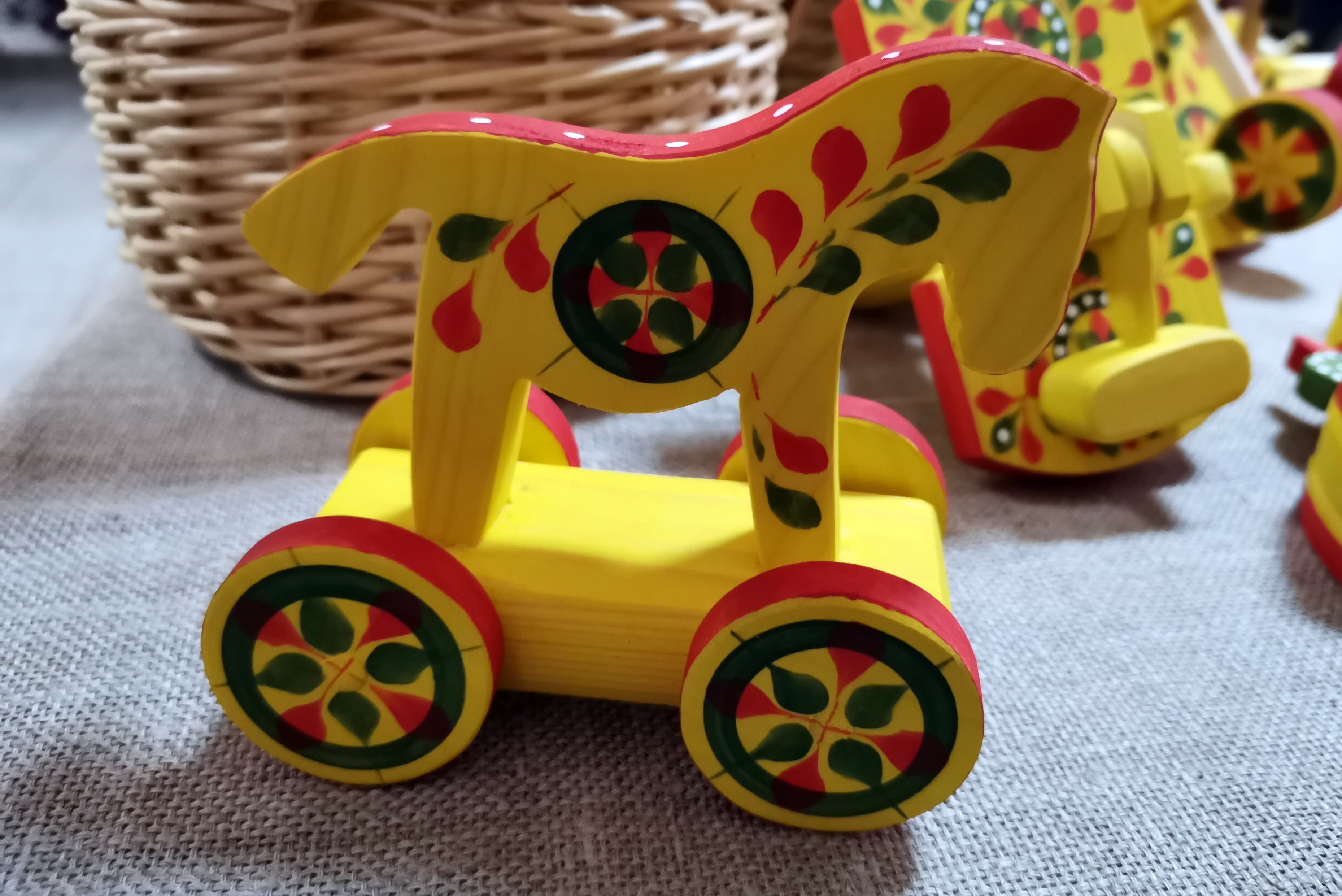
Яворівська забавка
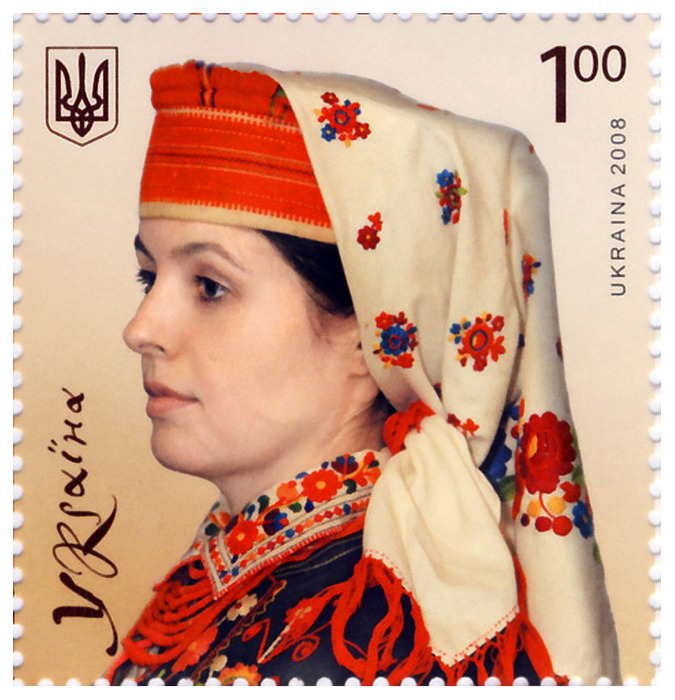
Яворівський жіночий стрій